# Judith Ivey
Pour les articles homonymes, voir Ivey.
Judith Ivey, née le 4 septembre 1951 à El Paso, en Texas, aux (États-Unis), est une actrice américaine.

## Biographie
Elle fait ses études supérieures à l'université d'État de l'Illinois. Elle a joué de nombreux rôles au cinéma et à la télévision. Au théâtre, elle a remporté deux Tony Awards de la meilleure actrice dans un second rôle dans une pièce, en 1983 pour Steaming et en 1985 pour Hurlyburly.

## Filmographie

### Cinéma
- 1984 : Manhattan Solo d'Arthur Hiller : Iris
- 1984 : L'Affrontement : Sally
- 1984 : La Fille en rouge : Didi Pierce
- 1986 : Brighton Beach Memoirs de Gene Saks : Blanche
- 1987 : La Joyeuse Revenante : Zelda
- 1988 : Rien à perdre : Frances
- 1989 : Un héros comme tant d'autres (In Country) de Norman Jewison : Anita
- 1990 : Chacun sa chance : Connie
- 1990 : Maux d'amour (Love Hurts) de Bud Yorkin : Susan Volcheck
- 1997 : Washington Square d'Agnieszka Holland : Elizabeth Almond
- 1997 : L'Associé du diable de Taylor Hackford : Alice Lomax
- 1997 : Une vie moins ordinaire : la mère de Céline
- 1998 : Sans limites (Without Limits) de Robert Towne : Barbara Bowerman
- 1999 : Mystery, Alaska de Jay Roach : Joanne Burns
- 2003 : Case départ de A. Dean Bell : Sandra
- 2006 : Mémoires de nos pères de Clint Eastwood : Belle Block
- 2022 : Women Talking de Sarah Polley

### Télévision
- 1985 : Les Feux de l'été : Noel Varner
- 1992-1993 : Femmes d'affaires et Dames de cœur (série TV, 22 épisodes) : Bonnie Jean "B.J." Poteet
- 1994-1995 : The 5 Mrs. Buchanans (série TV, 17 épisodes) : Alexandria Buchanan
- 1994-1995 : Profession : critique  (série TV, 23 épisodes) : Eleanor Sherman (voix)
- 2002 : Rose Red (mini-série) : Cathy Kramer
- 2002 : Will et Grace (série TV, 3 épisodes) : Eleanor Markus
- 2005 : New York, unité spéciale (saison 6, épisode 21) : l'avocate de Jenny
- 2007 : Dessine-moi une famille (téléfilm) : Beatrice Gilcrest
- 2011 : Grey's Anatomy (série TV, saison 7 épisode 20) : Barbara Robbins
- 2012 : FBI : Duo très spécial (série télévisée, 5 épisodes) : Ellen Parker
- 2013 : New York, unité spéciale (saison 14, épisode 24) : Alice Parker